# Rhododendron tubulosum
Rhododendron tubulosum là một loài thực vật có hoa trong họ Thạch nam. Loài này được Ching ex W.Y. Wang miêu tả khoa học đầu tiên năm 1982.